# Atlas các đại dương trên thế giới
Atlas các đại dương trên thế giới (World Ocean Atlas -WOA) là một sản phẩm dữ liệu của Phòng thí nghiệm Khí hậu Đại dương thuộc Trung tâm Dữ liệu Hải dương học Quốc gia (Hoa Kỳ). WOA chuyên nghiên cứu về khí hậu học của các lĩnh vực thuộc đại dương tại chỗ cho Đại dương Thế giới. Nó được sản xuất lần đầu tiên vào năm 1994  (dựa trên Atlas Khí hậu học của Đại dương Thế giới ), với các phiên bản sau đó vào khoảng bốn năm vào năm 1998, 2001, 2005, 2009, và 2013.

## Bộ dữ liệu
Các trường tạo nên bộ dữ liệu WOA bao gồm các lưới toàn cầu được phân tích khách quan ở độ phân giải không gian 1 °. Các trường có ba chiều và dữ liệu thường được nội suy trên 33 khoảng cách dọc được chuẩn hóa  từ bề mặt (0 m) đến đáy biển vực thẳm (5500 m). Về độ phân giải thời gian, các trường trung bình được tạo ra cho thang thời gian hàng năm, theo mùa và hàng tháng. Các lĩnh vực WOA bao gồm nhiệt độ đại dương, độ mặn, oxy hòa tan, sử dụng oxy biểu kiến (AOU), độ bão hòa oxy phần trăm, phosphat, axit silicic và nitrat. Các phiên bản ban đầu của WOA cũng bao gồm các lĩnh vực như độ sâu lớp hỗn hợp và chiều cao mặt nước biển.
Ngoài các trường trung bình của các thuộc tính đại dương, WOA cũng chứa các trường thông tin thống kê liên quan đến dữ liệu cấu thành mà mức trung bình được tạo ra từ đó. Chúng bao gồm các trường như số điểm dữ liệu trung bình được lấy từ, độ lệch chuẩn và sai số chuẩn của chúng. Phiên bản độ phân giải ngang thấp hơn (5 °) của WOA cũng có sẵn. Bộ dữ liệu WOA chủ yếu có sẵn dưới dạng nén ASCII, nhưng kể từ WOA 2005, một phiên bản netCDF cũng đã được sản xuất.

## Hình ảnh
|  |  |  |
|  |  |  |
|  |  |  |